# Kangchenjunga
De Kangchenjunga (Nepalees: कञ्चनजङ्घा, Kañcanjaṅghā; Sikkimees: གངས་ཆེན་མཛོད་ལྔ, Wylie: Gangs Chen mdzod lnga) is zowel een bergmassief als de hoogste top daarvan, gelegen in de Grote Himalaya op de grens van Nepal en de Indiase deelstaat Sikkim. Met 8586 meter is het de op twee na hoogste berg ter wereld. Het is de meest oostelijke van de 14 achtduizenders in de Himalaya. Voor de opkomst van massa-toerisme en alpinisme in de 20e eeuw was Kangchenjunga de bekendste achtduizender, omdat de berg goed zichtbaar is vanuit de hill stations van de West Bengal Hills waar de Britse elite uit Calcutta de zomer doorbracht. Tot het midden van de 19e eeuw werd gedacht dat de Kangchenjunga de hoogste berg ter wereld was. Het koninkrijk Nepal weerde namelijk Britse bezoekers zodat de hogere Mount Everest onder een westers publiek nauwelijks bekend was. Uit berekeningen in het kader van de Great Trigonometric Survey bleek in 1852 dat Mount Everest hoger was. De hoogte van de tweede berg ter wereld, de K2, werd een paar jaar later berekend.
Op 25 mei 1955 werd de Kangchenjunga voor het eerst beklommen door de Britten George Band en Joe Brown. De Britse expeditie stopte op enkele meters van de top waarmee ze het geloof van de plaatselijke bevolking, die de top als heilig beschouwt, in ere hield. In alle daaropvolgende succesvolle expedities werd hetzelfde gedaan.

## Beklimmingsgeschiedenis
- 1905 · De Kanchenjunga-expeditie was de eerste poging de berg te beklimmen. De expeditie onder leiding van occultist Aleister Crowley en Jules Jacot-Guillarmod was niet succesvol, maar bereikte een hoogte van 6500 meter aan de zuidwestkant van de berg. Klimmer Alexis Pache en drie dragers kwamen om bij een lawine.[1]
- 1929 · Een Duitse expeditie bereikte een hoogte van 7400 meter, maar moest na een vijf dagen durende storm weer afdalen.
- 1931 · Een tweede Duitse expeditie probeerde de top te bereiken, maar was eveneens gedwongen om op te geven na iets hoger geraakt te zijn dan de expeditie in 1929.
- 1955 · Joe Brown en George Band beklommen voor het eerst de top van de berg op 25 mei, gevolgd door Norman Hardie (Nieuw-Zeeland) en Tony Streather op 26 mei. Het gehele expeditieteam bestond uit George Band, Joe Brown, John Clegg (arts), Charles Evans (leider), Norman Hardie, John Angelo Jackson, Neil Mather, Tom Mackinnon en Tony Streather. Zij bewezen dat de route, in 1905 ook gekozen door de expeditie geleid door Aleister Crowley, wel degelijk klimbaar was.
- 1977 · De tweede beklimming van de Kangchenjunga kwam op naam van een Indiase legereenheid onder leiding van kolonel Narinder Kumar. Zij slaagden wel op de noordoostelijke route, die eerder door de Duitse expedities in 1929 en 1931 was geprobeerd.
- 1978 · Een Pools team beklom voor het eerst de zuidelijk top (Kangchenjunga II).
- 1983 · Pierre Beghin beklom als eerste de berg in een solopoging zonder zuurstof.
- 1986 · Op 11 januari, slaagden de Poolse klimmers Krzysztof Wielicki and Jerzy Kukuczka voor het eerst in een winterbeklimming.
- 1991 · Marija Frantor en Joze Rozman stierven in een poging om als eerste vrouwen op de top van de berg te staan. In hetzelfde jaar beklommen Andrej Stremfelj en Marko Prezelj in alpiene stijl de zuidgraat naar de zuidtop (8494 m).
- 1992 · Wanda Rutkiewicz stierf in een poging de top te bereiken. Ondanks het opsteken van een storm daalde ze niet af.
- 1998 · Ginette Harrison is de eerste vrouw die de top bereikte.
- 2006 · Gerlinde Kaltenbrunner bereikte als tweede vrouw de top.
- 2014 · Carlos Soria bereikte als oudste mens de top.
- 2022 · Ariën van de Kolk en Peter J. Boogaard bereikte als eerste Nederlander de top.[2][3]